# The Meanest of Times
The Meanest of Times é o sexto álbum da banda Dropkick Murphys. Foi lançado em 09 de setembro de 2007 por sua nova gravadora Born & Bred Records. A imagem na capa do álbum foi tirada em Saint Brendan School, em Dorchester, Massachusetts, perto de Quincy, Massachusetts, local de origem da banda.
O álbum estreou na 20ª posição na EUA Billboard 200, vendendo cerca de 28.000 cópias em sua primeira semana. Este álbum ficou em 49º na lista das Top 50 da Rolling Stone de 2007. O primeiro single do álbum, “The State of Massachusetts”, tornou-se uma das 100 músicas mais tocadas em rádios de rock contemporâneo dos Estados Unidos em Outubro de 2007. Também em Outubro, a canção tinha sido adicionado aos playlists de dezoito estações de rock alternativo dos Estados Unidos. Em Janeiro de 2008, se tornou uma das sessenta canções de rock alternativo mais tocadas. Ela também ficou em 83ª na lista da Revista Rolling Stone das 100 Melhores Músicas de 2007.

## Canções
As canções "(F)lannigan's Ball", "Fairmount Hill" e "Johnny, I Hardly Knew Ya" são baseadas em músicas tradicionais irlandesas."(F)lannigan's Ball" é uma versão de "Lanigan's Ball", e "Fairmount Hill" da  "Spancil Hill".
"(F)lannigan's Ball" foi parcialmente gravada no Westland Studios, em Dublin e conta com a participação de Ronnie Drew da banda "The Dubliners" e Spider Stacy da banda "The Pogues", duas das figuras mais emblemáticas da história da música folclórica irlandesa e do Folk punk, respectivamente. A canção é dedicada à esposa de Drew, Deirdre, que morreu um mês antes dela ser gravada.

## Versões
Várias versões do álbum foram lançadas, através de diferentes meios e regiões. Todas as versões apresentam as mesmas iniciais 15 faixas, mas têm diferentes faixas bônus. A versão europeia inclui um cover da música "Jailbreak" de Thin Lizzy. A edição vinil deluxe, apresenta dois discos, e inclui duas faixas bônus,  "Promised Land" e um cover da música "Baba O'Riley" do The Who. Essa edição também inclui um CD, mas ele contém apenas as primeiras 15 faixas.[carece de fontes?] A edição deluxe da iTunes Store inclui três faixas bônus, "Forever" (versão acústica), "The Thick Skin of Defiance" e "Breakdown". Essas faixas também estão disponíveis no EP The State of Massachusetts, que foi lançado no Reino Unido em fevereiro de 2008.
Uma edição limitada do álbum foi lançada em 11 de março de 2008. Ela inclui cinco faixas bônus (a da edição europeia, todas as do iTunes e uma versão original de "(F)lannigan's Ball"), além de um DVD, que contém o vídeoclipe e o making of da música "The State of Massachusetts", além de alguns vídeos da banda se apresentando no Dia de São Patrício.

## Faixas
Todas as músicas por Al Barr, Tim Brennan, Ken Casey, Matt Kelly, James Lynch e Marc Orrell salvo indicação em contrário.
| N.º | Título                                                                                  | Duração |  |
| 1.  | "Famous For Nothing"                                                                    | 2:47    |  |
| 2.  | "God Willing"                                                                           | 3:16    |  |
| 3.  | "The State of Massachusetts"                                                            | 3:52    |  |
| 4.  | "Tomorrow's Industry"                                                                   | 2:19    |  |
| 5.  | "Echoes on "A." Street"                                                                 | 3:17    |  |
| 6.  | "Vices and Virtues"                                                                     | 2:11    |  |
| 7.  | "Surrender"                                                                             | 3:15    |  |
| 8.  | "(F)lannigan's Ball" ((Tradicional, Dropkick Murphys) part. Ronnie Drew e Spider Stacy) | 3:39    |  |
| 9.  | "I'll Begin Again"                                                                      | 2:38    |  |
| 10. | "Fairmount Hill" (Tradicional, Dropkick Murphys)                                        | 3:58    |  |
| 11. | "Loyal to No One"                                                                       | 2:25    |  |
| 12. | "Shattered"                                                                             | 2:47    |  |
| 13. | "Rude Awakenings"                                                                       | 3:23    |  |
| 14. | ""Johnny, I Hardly Knew Ya" (Tradicional, Dropkick Murphys)                             | 3:54    |  |
| 15. | "Never Forget"                                                                          | 2:51    |  |

### Faixas bônus

#### Edição Limitada
| N.º | Título                                                                  | Duração |  |
| 16. | "Jailbreak" (Phil Lynott)                                               | 3:54    |  |
| 17. | "The Thick Skin of Defiance"                                            | 2:46    |  |
| 18. | "Forever 2007"                                                          | 3:46    |  |
| 19. | "Breakdown"                                                             | 2:27    |  |
| 20. | "(F)lannigan's Ball" (versão original)" (Tradicional, Dropkick Murphys) | 3:38    |  |

#### Edição Australiana
| N.º | Título                    | Duração |  |
| 16. | "Jailbreak" (Phil Lynott) | 3:54    |  |
| 17. | "Promise Land"            | 1:56    |  |

#### Edição Europeia
| N.º | Título                    | Duração |  |
| 16. | "Jailbreak" (Phil Lynott) | 3:54    |  |

#### Edição Japonesa
| N.º | Título                          | Duração |  |
| 16. | "Baba O'Riley" (Pete Townshend) | 4:12    |  |
| 17. | "Promise Land"                  | 1:56    |  |

#### Edição iTunes Deluxe
| N.º | Título                       | Duração |  |
| 16. | "Forever" (Acústica)         | 3:47    |  |
| 17. | "The Thick Skin of Defiance" | 2:46    |  |
| 18. | "Breakdown"                  | 2:27    |  |

#### Vinil Deluxe
| N.º | Título                          | Duração |  |
| 16. | "Baba O'Riley" (Pete Townshend) | 4:12    |  |
| 17. | "Promise Land"                  | 1:56    |  |

## Integrantes
- Al Barr – vocal
- Marc Orrell – guitarra, acordeão, vocal
- James Lynch – guitar, vocals
- Ken Casey – baixo, vocal
- Matt Kelly – bateria, bodhrán, vocal
- Josh "Scruffy" Wallace – Gaita de foles
- Tim Brennan – mandolin, tin whistle, guitarra acústica
- Spider Stacy – vocal em "(F)lannigan's Ball"
- Ronnie Drew – vocal em "(F)lannigan's Ball"
- Rick Barton – guitarra adicional em "The State of Massachusetts"

## Recepção da crítica
| Críticas profissionais | Críticas profissionais |
| Avaliações da crítica  | Avaliações da crítica  |
| Fonte                  | Avaliação              |
| ---------------------- | ---------------------- |
| Allmusic               | [ 10 ]                 |
| Entertainment Weekly   | B+                     |
| Spin                   | [ 12 ]                 |
| MusicOMH               | [ 13 ]                 |
| AbsolutePunk           | 78%                    |
| Boston Globe           | Favorável              |

The Meanest of Times recebe críticas positivas em geral. Allmusic disse que o álbum foi o "conjunto mais apertado e mais desenvolvida das canções". Boston Globe disse que o álbum ficou aquém do The Warrior's Code, mas que ainda é "tudo que você quer em um registro do Murphys". A crítica do AbsolutePunk também disse que The Meanest of Times "não foi o melhor já feito", mas que ainda é  "bem acima da média"

## Outras mídias
- Uma versão de "The State of Massachusetts" foi lançada para download em um pacote especial de Indie Rock para Guitar Hero II.[16]
- A faixas "Famous for Nothing", "(F)Lanningan's Ball", e "Johnny, I Hardly Knew Ya", foram lançadas para Guitar Hero III: Legends of Rock para celebrar o Dia de São Patrício.[17]